# Prison Act 1877
Prison Act 1877 var ett beslut i Storbritanniens parlament om hur fängelser skulle drivas.

## Detalj
Under 1800-talet drevs många fängelser av lokala myndigheter. 1865 års lagstiftning hade stärkt regeringens kontroll, men de lokala skillnaderna var fortfarande stora. 1877 års beslut ledde till att inrikesministeriet fick tillsynsmakt över systemet, och en ny styrelse skulle utses. Därefter dröjde det till 1895 innan lagstiftning återigen kom att tillämpas.

### Fotnoter
1. ↑  Fox, pp.47-8.